# Муллино (Октябрьский)
Муллино — посёлок (микрорайон) в составе города Октябрьский (Башкортостан). До 1946 года — деревня Туймазинского района.

## География
Расположен в юго-западной части города, у горы Нарыш-тау, в речной долине р. Ик плоскогорья Бугульминско-Белебеевской возвышенности. 

## История
Деревня образована в 1740—50-х годах под названием Мулла-аул. В кантонной системе Российской Империи деревни Верхне-Заитово, Мулла-аул, Нарышево, Тау-Баш (Московка), Туркменево, основанные на склонах Нарыш-тау, входили в состав 12 башкирского и 5 мишарско-татарского кантонов. С образованием Уфимской губернии в 1865 году деревни вошли в Верхне-Бишиндинскую волость Белебеевского уезда.
Указом Президиума Верховного Совета РСФСР от 5 апреля 1946 г. утверждено представление Президиума Верховного Совета Башкирской АССР о преобразовании рабочего поселка Октябрьский Туймазинского района в город республиканского подчинения и передаче Октябрьскому горсовету населенных пунктов: Муллино, Нарышево, Верхне-Заитово, Туркменево, Московка.

## Археология
В нижнем слое стоянки Муллино обнаружены каменные орудия (скрёбла, чопперы, отщепы), датируемые эпохой мустье (100—40 тыс. до н. э.). В слое эпохи мезолита найдены наконечники стрел, скребки, гарпуны из рога.
На стоянках прибельской культуры Муллино II и Давлеканово II, которые датируются рубежом VII—VI тыс. до н. э., найдены самые древние останки домашней лошади. Лошади в Муллино все молодые (до 5 лет). Кости их часто разрубались вдоль для обработки и изготовления орудий. Найдены костяные кинжалы из костей лошадей с прорезями для вставки в них кремнёвых лезвий. Если бы это были дикие животные, то среди них были бы представлены все возрасты лошадей.
К памятникам раннего этапа агидельской культуры относится стоянка Муллино III, к памятникам позднего этапа — стоянка Муллино IV.

## Известные жители
- Латыпова, Минниса Ибатулловна — поэтесса[6]
- Гатиатуллин, Шакир Юсупович — Герой Советского Союза (1944).

## Транспорт
По окраине проходит федеральная трасса М-5 Урал